# Othman Nasrou
Othman Nasrou, né le 13 juillet 1987 à Casablanca (Maroc), est un homme politique français, également de nationalité marocaine. Conseiller régional d'Île-de France depuis décembre 2015, il a été secrétaire d’État dans le gouvernement de Michel Barnier. Il est nommé secrétaire général de LR en mai 2025 par Bruno Retailleau, après avoir été son directeur de campagne en 2022 et en 2025 pour les élections à la présidence des Républicains.

## Biographie
Othman Nasrou naît le 13 juillet 1987 à Casablanca, au Maroc, d'un père professeur de littérature arabe et d'une mère employée d'une compagnie aérienne. Marocain d'origine, ancien élève du lycée Lyautey de Casablanca et du lycée Sainte-Geneviève à Versailles, il intègre HEC Paris en 2007, dont il sort diplômé en 2012. Il acquiert la nationalité française par naturalisation le 25 juin 2012.

## Parcours politique

### Élu local à Trappes
Aux élections municipales à Trappes en 2014, il conduit la liste d'union UMP-UDI-Modem et arrive au second tour de l’élection où il obtient le score de 30,53 %. Ce score fait basculer à droite la communauté d'agglomération de Saint-Quentin-en-Yvelines (CASQY) en apportant un siège supplémentaire. En 2018, il est élu vice-président de la communauté d'agglomération, chargé du développement économique.
Intégrant le conseil d'administration du bailleur social Valophis en 2014, il en démissionne ensuite pour dénoncer le manque de considération et d'écoute vis-à-vis des locataires. Il intervient, avec la région Île-de-France, autour de certains conflits entre les habitants et les bailleurs.
Il se fait connaître pour sa défense de la laïcité face à la montée des communautarismes religieux dans la ville de Trappes,.
En 2020, il mène de nouveau la liste divers droite aux élections municipales à Trappes,. Le 28 juin, au soir du second tour, il arrive de nouveau en deuxième position avec 37,18 % des suffrages exprimés, à seulement 161 voix de la liste du maire sortant. Il conteste le résultat de cette élection municipale devant le juge électoral et obtient gain de cause devant le Conseil d'État, qui annule le scrutin.
Lors de la nouvelle élection municipale qui s'ensuit, Othman Nasrou est encore battu par son adversaire Ali Rabeh en octobre 2021. Dénonçant de nouvelles irrégularités, il dépose un recours devant le tribunal administratif de Versailles qui n'aboutit pas.

### Conseiller régional et vice-président de la région Île-de-France
Repéré par Valérie Pécresse, Othman Nasrou devient son porte-parole dans les Yvelines en mai 2015 dans le cadre de sa campagne pour les élections régionales en Île-de-France. Il devient conseiller régional en décembre 2015, puis vice-président chargé des affaires internationales et du tourisme en juillet 2016.
À la suite de la démission de Thierry Solère en mai 2017, il est élu à l'unanimité président du groupe LR au conseil régional, rebaptisé « Les Républicains et Indépendants - LRI ». Il démissionne de son mandat de vice-président en octobre 2017 pour se consacrer à cette nouvelle charge,. Il dirige le groupe majoritaire au sein du conseil régional pendant près de trois ans, puis le laisse à son collègue Vincent Jeanbrun afin de réintégrer l'exécutif régional en tant que premier vice-président délégué aux Relations internationales et aux Affaires européennes (juillet 2020-juillet 2021). Après la réélection de la liste de Valérie Pécresse fin juin 2021, il reste dans l'exécutif régional comme deuxième vice-président délégué à la jeunesse, à la promesse républicaine, à l'orientation et à l'insertion professionnelle, à l'enseignement supérieur et à la recherche.

### Positionnement au sein des Républicains
Impliqué dans le mouvement Soyons libres lancé par Valérie Pécresse le 10 septembre 2017, il devient troisième vice-président du mouvement en février 2018, aux côtés de Maël de Calan et d'Agnès Canayer. Il intègre également le nouveau bureau politique de Force républicaine le 19 novembre 2017, à l’initiative de Bruno Retailleau, et devient chef de file pour la région Île-de-France.
Il souhaite porter la voix d’une droite libérale au sein du parti Les Républicains et s'oppose à la collusion entre la droite de gouvernement et les extrêmes. À la suite de la mise à pied de Virginie Calmels, il rappelle la nécessité du débat idéologique au sein de LR.
À la suite des faibles résultats de la liste Union de la droite et du centre portée par Les Républicains aux élections européennes de mai 2019, il appelle à repenser la stratégie du parti, comme Bruno Retailleau. Il déclare : « Il est désormais urgent de tout réinventer et de changer à la fois la stratégie et les méthodes qui, depuis le choc de 2017, ont dramatiquement échoué à convaincre les Français. »
Contrairement à Valérie Pécresse, il ne quitte pas Les Républicains en juin 2019, mais dénomme le groupe qu'il préside « Libres, Républicains, et Indépendants » pour maintenir au sein de son groupe les différentes sensibilités de droite et du centre.
En décembre 2020, alors que le gouvernement prépare sa loi visant à conforter les principes républicains, il formule vingt propositions pour lutter contre le séparatisme, issues de son expérience d'élu local à Trappes. Pour lui, le projet de loi ne permet pas de répondre aux défis posés par le repli identitaire. Parmi ses propositions, il demande notamment la création d'un délit de clientélisme.
Il se réclame du libéralisme économique et de la « droite vintage ». Alors qu'il déclare envisager de se présenter au congrès de LR de décembre 2022 pour en prendre la tête, il dénonce les « étatistes irresponsables » au sein de son parti, « l’État nounou », « l’assistanat » et les jeunes qui auraient « perdu le goût de l’effort ». En novembre 2023, il est élu par les adhérents président de la fédération des Yvelines de LR.
Le 6 mars 2024, il est nommé directeur de campagne de LR pour les élections européennes, aux côtés de François-Xavier Bellamy et Céline Imart.
Il est candidat dans la troisième circonscription des Yvelines lors des élections législatives de 2024, une circonscription où la liste LR aux européennes a réalisé 16 % des voix, soit plus du double de son résultat national (7 %). Il arrive en 4ème position au premier tour. Au second tour, la députée sortante (Béatrice Piron - Ensemble) est réélue.

### Fonctions ministérielles
Le 21 septembre 2024, Othman Nasrou est nommé secrétaire d’État chargé de la Citoyenneté et de la Lutte contre les discriminations, auprès du ministre de l'Intérieur, dans le gouvernement Michel Barnier,. Certains médias s'en étonnent, Othman Nasrou étant connu pour son opposition au mariage pour tous,.

## Polémiques

### Accusations lors des municipales en 2020
En 2023, Othman Nasrou est accusé d'avoir acheté des voix par l'un des membres de son équipe de campagne pour les élections municipales de 2020. Il lui est reproché d'avoir organisé des actions à destination des jeunes des quartiers, en échange de leurs voix aux municipales : une cinquantaine de billets pour le Parc des Princes ainsi que 2 300 euros en espèces pour organiser des « journées barbecue » durant lesquelles il était appelé à voter pour le candidat. L'ancien militant, qui a déposé plainte, assure également qu'il lui avait été demandé de dérober des sacs de tracts d'Ali Rabeh. 
De son côté, Othman Nasrou qualifie ces accusations de mensongères. Le membre de son équipe de campagne ayant porté plainte a par ailleurs été condamné pour avoir dénoncé un cours de SVT jugé « raciste » sur les réseaux sociaux en janvier 2021.

### Proximité avec l'extrême droite
Il s'entoure de trois conseillers décrits selon Mediapart comme proches de l'extrême droite.

## Synthèse des résultats électoraux

### Élections municipales
Les résultats ci-dessous concernent uniquement les élections où il est tête de liste.
| Année | Liste | Liste              | Commune | 1er tour | 1er tour | 1er tour | 2d tour | 2d tour | 2d tour | Sièges obtenus | Sièges obtenus |
| Année | Liste | Liste              | Commune | Voix     | %        | Rang     | Voix    | %       | Rang    | CM             | CA             |
| ----- | ----- | ------------------ | ------- | -------- | -------- | -------- | ------- | ------- | ------- | -------------- | -------------- |
| 2014  |       | DVD                | Trappes | 1 068    | 18,23    | 2e       | 1 773   | 30,53   | 2e      | 5 / 35         | 1 / 10         |
| 2020  |       | LR-SL-MoDem        | Trappes | 1 202    | 27,51    | 2e       | 1 862   | 37,18   | 2e      | 7 / 39         | 2 / 11         |
| 2021  |       | SL-LR-MoDem-SE-DVG | Trappes | 2 023    | 34,89    | 2e       |         |         |         | 7 / 39         | 2 / 11         |

## Pour approfondir